# West Tarring
West Tarring – dzielnica miasta Worthing, w Anglii, w hrabstwie West Sussex, w dystrykcie Worthing. Leży 28 km na wschód od miasta Chichester i 78 km na południe od Londynu. W 2011 roku dzielnica liczyła 8646 mieszkańców. W 1901 roku civil parish liczyła 1720 mieszkańców.